# Dreadlocks
|  |  |  |
|  |  |  |

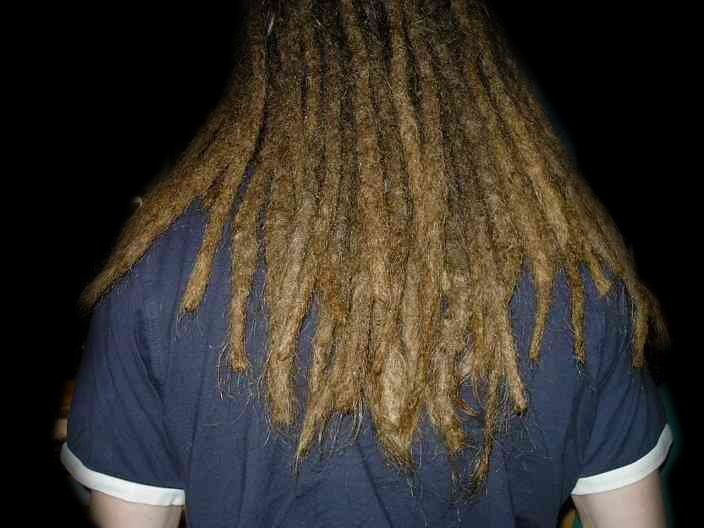

Dreadlocks, även dreads, är en frisyr baserad på hårets förmåga att tova sig. 
Dreads har funnits sedan minst 3600 år tillbaka, då de avbildades i den minoiska kulturen på Kreta, i nuvarande Grekland. Frisyren är vanligast på afrohår, men kan göras av alla hårtyper, förutsatt att håret är tillräckligt långt. Att skaffa dreads är inte ett definitivt beslut. Med stor beslutsamhet, mycket balsam och tålamod kan man kamma ut dreadlocks. De flesta brukar klippa av en bit på hårlängden för att underlätta detta arbete.

## Metoder
När man gör dreads använder man för det mesta den metod som kallas tupering. Man delar upp håret i sektioner/tester i önskvärd tjocklek över hela huvudet. Sedan kammar man det från topparna och inåt samtidigt som man vrider sektionerna, vilket gör att håret tovas. För att behålla formen kan man använda ett speciellt, hårt vax som är framställt av bivax. Att använda vax anses dock av många vara en överflödig produkt, eftersom det "limmar ihop" hårstråna och helt och hållet förhindrar dess utvecklingsprocess samt gör att man inte kan hålla dem rena, eftersom vaxet är vattenresistent. Dreadlocks är ingen omedelbar frisyr. Oavsett metod tar det allt från sex månader till flera år innan de har mognat och blivit fasta, repliknande hårkorvar som kallas dreadlocks.
En annan metod är att bara sluta kamma håret och låta det tova ihop sig självt. Detta tar olika lång tid beroende på hårtyp, men oftast flera år. En vanlig metod om man vill undvika s.k. beavertail (när allt formas i en enda stor ihopväxt hårmatta) är att helt enkelt dra isär de sektioner av hår som bildas, så att dreadsen inte växer samman. Detta är enklast att göra efter en dusch när håret är blött. Vanligt är dock att dreadsen blir väldigt olika i form och storlek. Vissa blir stora och andra väldigt små. En utspridd myt är att man vid användandet av denna metod ska sluta tvätta håret. Detta får dock motsatt effekt, och gör att håret tovar sig sämre.
En tredje metod som oftast används av personer utan afrohår är att man använder sig av en stålkam och en mycket liten virknål i metall. Då tuperar man först håret i sektioner och sedan snurrar man sitt hår utan några hårprodukter och kör in virknålen i mitten av skruvarna. Sedan börjar man att sakta virka samman alla hårstråna så att de bildar tovor. En metod för att fixa topparna på dreadsen är att istället för att virka håret uppifrån och ner som i det förra fallet så vänder man på virknålen och drar in de utstickande stråna tillbaka in i dreadsen vilket gör att det blir små knutar i topparna. Denna metod tar vanligtvis lång tid, beroende på hur långt hår man har från början, och håret packas samtidigt inåt hårbotten. Därmed blir håret kortare (cirka 50 procent kortare vid strama dreadlocks).
Man kan även skaffa syntetiska dreadlocks - "falska" dreads som man flätar in i sitt eget hår. Det finns i alla slags färger och det tar ungefär fyra timmar att få syntetiska dreads i hela håret hos en frisör Efter tre månader måste man ta ut de syntetiska dreadsen. Om man inte gör det kan det utväxta håret få ett dreadlockslikt utseende, och det blir svårt att reda ut håret.

## Kulturer
Frisyren har i modern tid spridits i världen från Jamaica genom reggaemusiken, vars utövare i många fall är rastafarianer. Inom rastafarianismen finns det ett påbud, uttolkat från ett avsnitt i Gamla Testamentet (4 Mos 6:1-21 ), där det står om nasirlöftet (Johannes Döparen och Simson är exempel på nasirer).
Även i nutid (2000+) så har dreadlocks dragit mot musikstilen metal. Men dreadlocks har också dragit iväg mot flera olika kulturer och personer med dreadlocks brukar tillhöra ett flertal olika kulturella grupper.
Så länge nasirlöftet gäller får ingen rakkniv vidröra hans huvud. Han skall vara helig och låta håret växa fritt tills hans tid som Herrens nasir är fullbordad.

## Uppfattningar om dreadlocks
Utanför rastafarikulturen är dreadlocks vanligast bland ungdomar, ofta tillhörande olika subkulturer. Dreadlocks brukar uppfattas som en rebellisk frisyr och kan betraktas som olämplig inom vissa yrken.[källa behövs]

## Kända bärare av dreadlocks

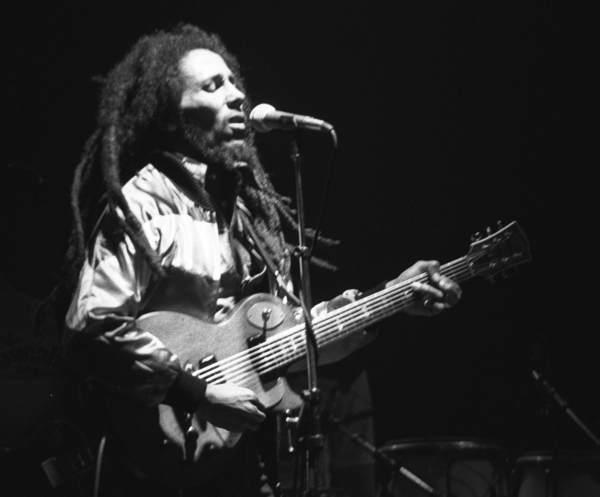
Bob Marley, reggaeikon med dreadlocks

- Bob Marley, hustrun Rita Marley, sönerna Stephen Marley, Ky-Mani Marley,  Damian Marley, Ziggy Marley och Julian Marley
- Lil Wayne, rappare
- Zack de la Rocha sångare i Rage Against The Machine
- Dani Filth   sångare i det brittiska black metal bandet Cradle of Filth
- Max Cavalera fd sångare i Sepultura, numera i Soulfly och Cavalera Conspiracy
- Anders Fridén sångare i bandet In Flames. Anders klippte dock av sina dreads (2010).
- Peter Tosh, musiker
- Promoe, rappare
- Lenny Kravitz sångare
- Per Granberg sångare i punkbandet Charta 77
- Henrik Larsson, fotbollsspelare, under 1990-talets början
- James Shaffer gitarrist i bandet KoRn
- Lily Lazer gitarrist i bandet HIM och Daniel Lioneye
- Kenny Håkansson basist i The Hellacopters
- Jack Sparrow (Johnny Depp i Pirates of the Caribbean)
- Wednesday 13 Horror punk-ikon i banden Murderdolls och Frankenstein Drag Queens From Planet 13
- Jonathan Davis sångare i bandet KoRn
- Rob Zombie sångare i bandet White Zombie/Rob Zombie
- Kung Henry/Henry Bowers artist och poet från Uppsala som gör hiphop-, reggae- och ragga-influerad musik
- Corey Taylor i tidiga Slipknot, då han först hade syntetiska dreads runt 1999 fastsydda på sin mask, för att sedan skaffa riktiga dreads innan Iowa (album) släpptes
- Sideshow Bob, karaktär i serien The Simpsons
- John Butler, gitarrist och sångare i John Butler Trio
- Mariette Hansson, sångare (under artistnamnet MaryJet) och deltagare i Idol 2009
- Dubmood, svensk chipmusiker
- Tom Kaulitz, gitarrist i Tokio Hotel
- Moa Lignell, svensk sångare och låtskrivare som kom trea i Idol 2011.
- Eric Melvin gitarrist i punkbandet NOFX
- Henrik Harlaut, svensk freestyleskidåkare
- Amanda Lind, Sveriges kultur- och demokratiminister 2019–2021
- XXXTentacion, amerikansk rappare och musiker (1998–2018)

## Hundar med dreadlocks

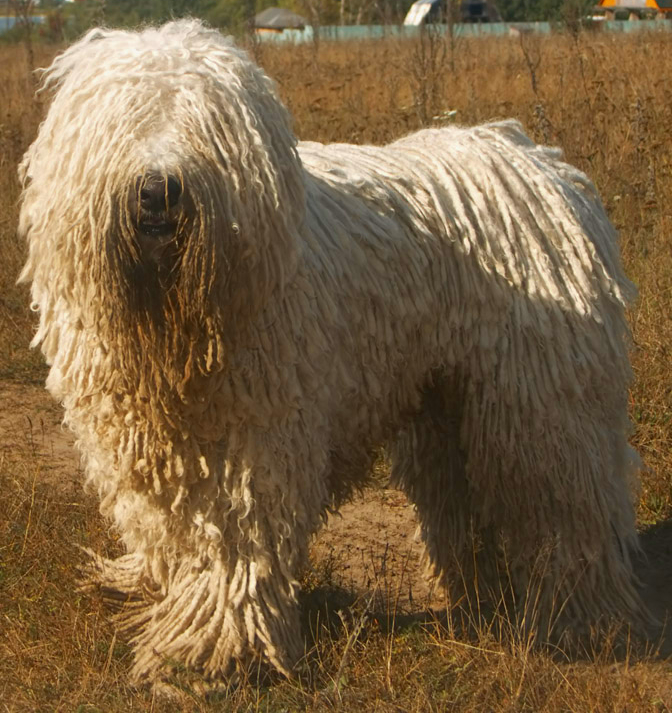
Komondor är en storvuxen och vädertålig boskapsvaktande hundras med dreadlocks

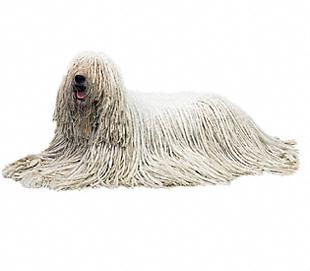
Komondor i vuxen ålder får riktigt långa dreadlocks

Även vissa hundraser kan ha dreadlocks, som till exempel komondor och puli. Deras päls har utvecklats som skydd mot kylan men det är även ett exotiskt och dekorativt inslag i hundens utseende.